# El cuerpo del deseo
El cuerpo del deseo é uma telenovela estadunidense produzida e exibida pela Telemundo entre 18 de julho de 2005 e 28 de fevereiro de 2006.
Se trata de um remake da novela colombiana En cuerpo ajeno, produzida em 1992.
Foi protagonizada por Mario Cimarro e Lorena Rojas e antagonizada por Martín Karpan, Roberto Moll e Martha Picanes

## Sinopse
Don Pedro José Donoso (Andrés García) é um homem de grande fortuna que aos 67 anos tinha conseguido tudo o que queria, inclusive o amor de Isabel Arroyo (Lorena Rojas), uma jovem e atrativa mulher. No entanto, devido ao destino, Pedro José morreu repentinamente de um ataque cardíaco, ao mesmo tempo em que morre um jovem camponês chamado Salvador Cerinza (Mario Cimarro). Sem querer resignar-se a perder tudo, Pedro José Donoso reencarnou-se no corpo de Salvador Cerinza.
Graças a esta nova oportunidade que a vida lhe dá, Pedro José retorna em busca de tudo o que perdeu, sem suspeitar do que ele descobrirá. O retorno incomum de Pedro José, transformado em um jovem bonito, desencadeia uma série de eventos onde os segredos, verdades e decepções são expostos.
Assim, Pedro José Donoso descobrirá que sua esposa, Isabel Arroyo, era amante de um de seus empregados de confiança, Andrés Corona (Martín Karpan); que a vidente o ajudou com sua doença, Gaetana Charry (Jeanette Lehr) o assessorava sob enganos; que sua sogra, Nina Macedo (Liz Coleandro) e sua irmã, Rebeca Macedo (Martha Picanes) são umas interesseiras; e que Walter Franco (Roberto Moll), o mordomo que o atendia, professou um profundo ódio por ele.
Graças à sua nova condição, Pedro José Donoso poderá reafirmar sua confiança em Ángela (Vanessa Villela), sua filha; Abigail (Anna Silvetti), sua fiel majestosa e seus filhos; bem como em Valeria (Diana Osorio), a doce e gentil primo de Isabel. Culpado ou inocente, ninguém pode escapar da presença perturbadora desse estranho que vem resolver as contas e salvar aqueles que realmente o amavam; descobrindo o que nunca conheceu na vida.

## Elenco
- Lorena Rojas - Isabel Arroyo Macedo de Donoso †
- Mario Cimarro - Salvador Cerinza / Pedro José Donoso #2
- Andrés García - Pedro José Donoso † #1
- Martín Karpan - Andrés Corona †
- Martha Picanes - Rebeca Macedo †
- Liz Coleandro - Saturnina "Nina" Macedo Vda de Arroyo †
- Diana Osorio - Valeria Macedo
- Vanessa Villela - Ángela Donoso
- Roberto Moll - Walter Franco
- Jeannette Lehr - Gaetana Cherry
- Anna Silvetti - Abigail Domínguez
- Eduardo Serrano - Felipe Madero
- Erick Elías - Antonio Domínguez
- Pablo Azar - Simón Domínguez
- Yadira Santana - Vicky Pedreros
- Rosalinda Rodríguez - Cantalicia Moñetón de Cerinza
- Vivian Ruiz - Lupe
- Arianna Coltellacci - Consuelo Guerrero
- Sabrina Olmedo - Matilda Serrano
- Alcira Gil - Doña Lilia
- Tania López - Inirida Fernández

## Versões
- En cuerpo ajeno (1992) - produção de R.T.I. (Colômbia).
- En otra piel (2014) - produizo pela Argos Comunicación para Telemundo Studios
- Second Chance (2016) - produzida pela NTV Uganda.
- Amar a muerte (2018) - produção de W Studios e Lemon Films para a Televisa.
- The Second Chance (2023) - produzida pelo canal One31.